# Чжунли Цюань
Чжунли Цюань (кит. трад. 鍾離權, упр. 锺离权, пиньинь Zhōnglí Quán) — один из старейших Восьми Бессмертных даосского пантеона. Считается главным в группе. Его называют также Ханьский Чжунли (кит. трад. 漢鍾離, упр. 汉锺离), так как он родился во время династии Хань. Обладает волшебным опахалом, которое может поднимать мёртвых.
В преданиях говорится, что его мать получила благую весть-пророчество, что родит необыкновенного ребёнка, который станет «великим бессмертным». Ребёнок родился на вид как трёхлетний. Голова была большой и круглой, кожа — цвета киновари, уши толстые, брови длинные, руки тоже длинные. Ребёнок неделю не ел и не плакал.
Во время династии Хань Чжунли Цюань был генералом.
В даосизме его звали также Чжэньян Цзуши (кит. трад. 正陽祖師, пиньинь Zhènyáng Zúshī), первый мастер Истинного Ян. Он также назывался Мастером Облачного Зала (кит. трад. 雲房先生, пиньинь Yúnfáng Xiānshēng).
Чжунли Цюань является одним из основателей даосской школы Цюаньчжэнь.
Чжунли Цюань познал даосизм во время службы в действующей армии императора эпохи Сун. Когда победоносный генерал потерпел поражение в сражении с племенами Цян, он, не перенеся позора, ушел в горы. Там Чжунли Цюань встретил Владыку Востока Ван Сюанпу, который обучил его даосской алхимии, боевым искусствам и врачеванию.
Однажды перед ним раскололась каменная стена, и он увидел нефритовую шкатулку, где оказались наставления о том, как стать бессмертным. Чжунли понял, что получил знак посвящения в бессмертные от самого Нефритового Императора.
Чжунли Цюань изображается человеком высокого роста с курчавыми волосами. Все его тело татуировано. Изображается с опахалом. Он был почитаем не только как бессмертный маг, но и как охраняющий от любых неприятностей на военной службе и попавших в трудную ситуацию.